# Scheibenschlagen

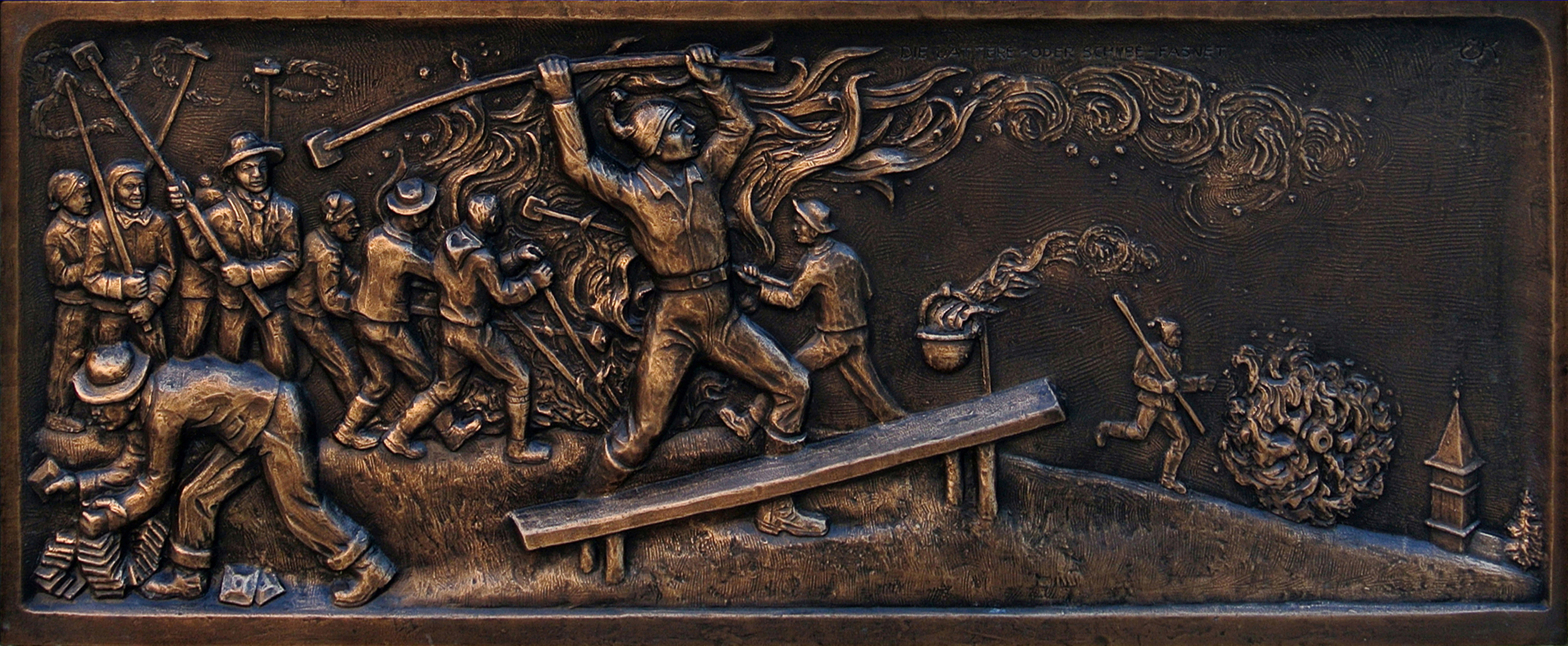
Relieve del «Schiibeschlage» en la fuente «Schuttigbrunnen» en Elzach
(Erwin Krumm, 1967)

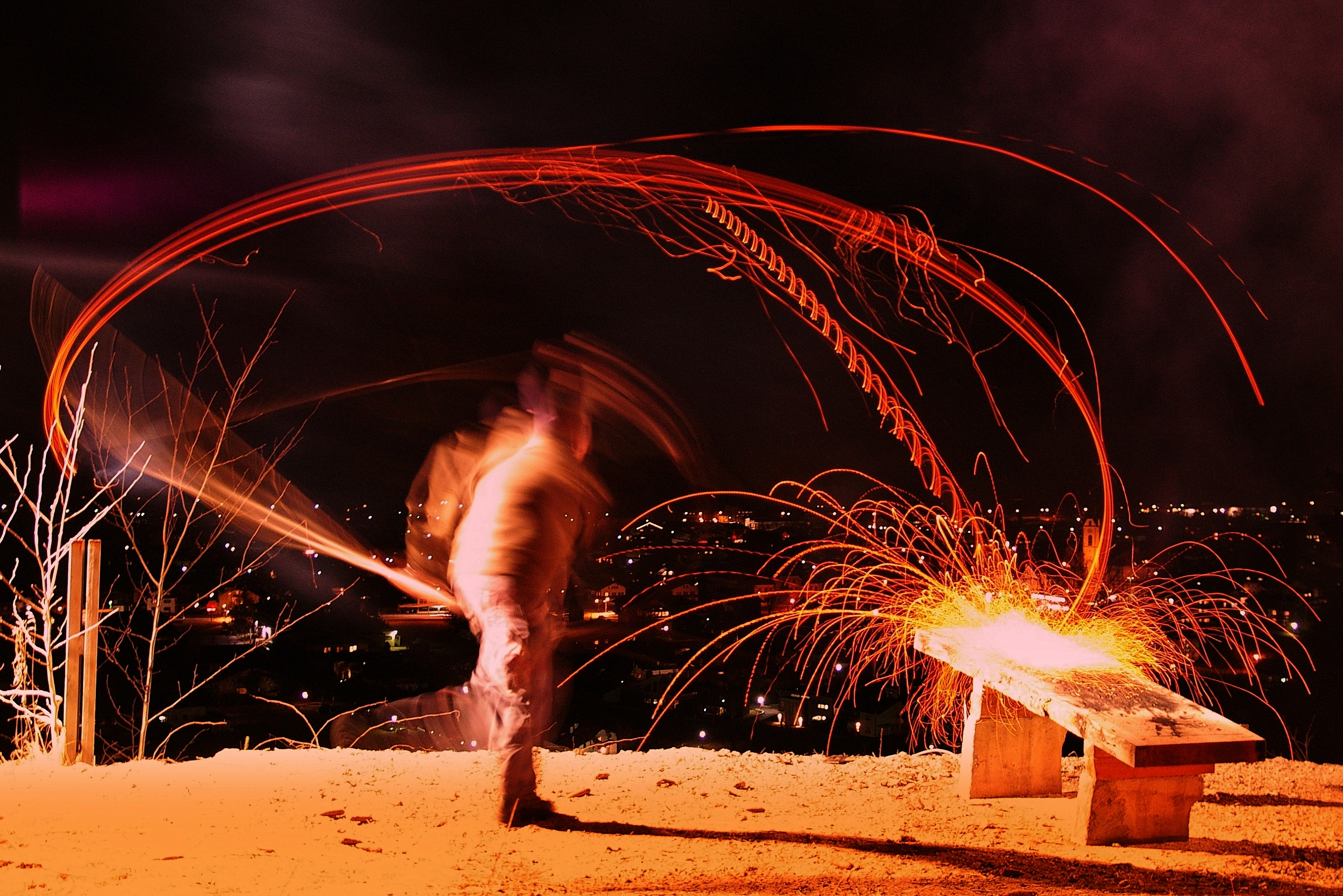
Lanzamiento de discos ante el cielo nocturno
(Zams, Tirol, Februar 2008)

El Scheibenschlagen es una costumbre relacionada con el fuego en Europa Central, en la que se encienden  «discos» (Scheiben) circulares o cuadrados en el «Scheibenfeuer» (en alamán: Schiibefüür, en alsaciano «Schiewackefier» y en alemán «Fastnachtsfeuer» o «Funkenfeuer» (fuego de carnaval). Estos discos, normalmente de madera de haya, se catapultan desde colinas o laderas hacia el valle, colocándolos en la punta de un «palo» y acelerándolos con un golpe tangencial sobre una rampa también de madera («Scheibenbock»).
El Scheibenschlagen forma parte del Patrimonio Cultural Inmaterial de Suiza desde 2012 y del Patrimonio Cultural Inmaterial de Austria desde 2015.

## Historia
La primera referencia documental del Scheibenschlagen se remonta al año 1090: el 21 de marzo de ese año, un edificio anexo de la abadía de Lorsch fue incendiado al golpear un disco en llamas.

## Distribución
Hoy en día, esta costumbre se practica principalmente en la región suabo-alamana, el Tirol del Sur, Vinschgau y Vorarlberg. En Tirol, donde la costumbre estaba muy extendida en el pasado, solo se practica activamente en la zona alrededor de Landeck y en la parte posterior del Virgental, pero se ha conservado en la toponimia y varios nombres de lugares lo contienen (Scheibschlagalm en el Brixental, Scheibenbichl en Imst, etc.).
La costumbre está especialmente extendida en la parte sur de la llanura del Alto Rin, en el Markgräflerland, la Selva Negra, Breisgau, Basilea y Alsacia, así como en Vorarlberg, las zonas occidentales y meridionales del Tirol y en la Surselva (Danis-Tavanasa) y en el valle del Rin de Coira (Untervaz). El lugar más septentrional en el que todavía se practica activamente el Scheibenschlagen es el barrio de Ersingen, en Kämpfelbach, en el norte de Baden. Además, el Scheibenschlagen también es conocido entre los «alemanes de Satu Mare» del norte de Rumanía.